# ARTEMIS
ARTEMIS（アルテミス:Advanced Relay and Technology Mission）とは、欧州宇宙機関(ESA)の試験用の静止データ中継衛星。衛星間光通信などの高度な通信技術の実証を目的とし、2001年7月に打ち上げられた。

## アリアン5ロケットの故障
ARTEMISは、2001年7月12日にアリアン5ロケットにより打ち上げられた。H2A試験機1号機で打ち上げる予定もあったが、開発が遅れたためアリアンロケットでの打上げに変更された。
計画では、打ち上げロケットにより遠地点が3万6000kmの静止トランスファ軌道に運ばれた後、衛星本体のエンジンを用いて静止軌道に移動する予定だった。しかし、アリアン5ロケットの3段の故障により予定の高度の半分以下である1万7487kmまでしか到達できなかった。
その後、チームによる懸命な復旧作業が行われた。まず衛星に搭載されていた近地点引き上げ用のアポジエンジンを使用して遠地点高度を31,000kmに引き上げた。そのままでは近地点を上昇させるための燃料が足りなくなるため、軌道調整用に搭載していたイオンエンジン2基を使用して、1日に15kmのペースでゆっくりと予定の軌道に近づいていくという方法が採用された。2002年2月からこのイオンエンジンの噴射を開始し、2003年1月31日に予定の静止軌道に到達した。イオンエンジンの搭載位置の問題から噴射時は姿勢を90度変更する必要があり、搭載されているソフトウェアプログラムの約20%を書き換えるという大作業が行われた。
このトラブルにより使用可能な推進剤が不足し、衛星の寿命は短くなると推測されていた。しかしイオンエンジンを使ったことで推進剤の消費を抑えることができ、2011年7月には当初予定していたミッション寿命の10年間を達成した。
アルテミスは、開発が進められているEuropean Data Relay System (EDRS)の事前実証衛星の役割だけに留まらず、ヨーロッパのデータ中継衛星システムの一部として現在も使われている。 

## 搭載機器
- SILEX (Semiconductor-laser Intersatellite Link Experiment) は衛星間レーザー通信用の装置で、フランスの地球観測衛星SPOT-4との通信実験に使用された。出力60mWのGaAlAsレーザーダイオードを送信用に使用し、受信側はフォトダイオード検出器を使用。望遠鏡の口径は25cmで、データの伝送量は50Mbps。重量約160kg、消費電力は150W。Astrium社で製造された。
- SKDR (S/Ka band Data Relay)は、他の衛星とSバンドとKaバンドの電波を使ってデータ中継を行うペイロードであり、口径2.85mのアンテナを装備。ESAのEnvisat衛星、欧州補給機(ATV)のデータ中継に使用。
- LLM (L-band Land Mobile)は、ヨーロッパの小型車両に搭載した端末との通信に使用するLバンド通信装置であり、もう一つの口径2.85mのアンテナを使用。
- EGNOS 航法用送信機
- イオンエンジン キセノンを44kg搭載

## ミッション状況
アルテミスは、2001年11月20日に、フランスの地球観測衛星「SPOT4」との間で、世界初の衛星間光通信に成功。以後も継続的に観測データの中継に使用された。
また、2005年12月にはきらりとの双方向光通信実験に成功し、その後も1年間の光通信実験が行われた。
電波を使用したデータ中継は、2003年4月以降、ESAの地球観測衛星Envisatとの間で利用され、同衛星の約2/3の観測データがアルテミスを使って中継された。2003年3月には日本の地球観測技術衛星みどりIIとの衛星間通信実験にも成功した。
アルテミスは2012年現在も欧州補給機との通信の中継などに使われており、2014年にデオービットするまで運用を継続する予定。
2017年11月, アルテミスは引退し, 墓場軌道にデオービットした（英語版Wikipediaより）。